# الارتباط (مسلسل كوري جنوبي)
الارتباط (بالكورية: 커넥트)، هو مسلسل ويب كوري جنوبي، من إخراج تاكاشي مايكه، من بطولة جونغ هاي إن، جو كيونغ بيو، وكيم هاي جون. مبني الويبتون الذي يحمل نفس الاسم، يصور المسلسل قصة غامضة حول رجل سرق من أعضاء جسده من قبل صائدي الأعضاء وأصبح “مرتبطًا” بالشخص الذي خضع لعملية زراعة عضوه. تم اصداره على ديزني+ في 7 ديسمبر 2022.

## ملخص
رجل تم اختطافه فجأة من قبل عصابة من متاجري الأعضاء. يستيقظ بعدها ليجد إحدى عينيه مفقودة، لكنه يكتشف أنه عينه المفقودة يستخدمها الآن قاتل متسلسل سيئ السمعة.

## طاقم
- جونغ هاي إن في دور ها دونغ سو[6]
- غو كيونغ-بيو في دور اوه جين سيوك[7]
- كيم هاي جون في دور لب أي-رانغ[8]

### الشرطة
- كيم روي-ها في دور المحقق تشوي[9]
- هان تاي هي في دور المحقق يوم[10]

### عصابة الاتجار بالأعضاء
- جانغ جوانغ في دور الدكتور[11]
- جو بوك راي في دور السيد. كيم[12]
- سونغ هيوك  في دور مين سوك[13]

### أخرون
- يانغ دونغ جيون في دور الموسيقي زي[13]
- أوه ها ني  في دور سونغ ها يونغ[14]

## الإنتاج

### صناعة
في يونيو 2021 ، أعلنت إستوديو دراغون أنهم يستعدون لإنتاج دراما جديدة بعنوان «اتصال» مع المخرج الياباني تاكاشي مايكه، المسلسل هو أول دراما كورية جنوبية ينتجها مخرج ياباني. سيشارك في الإنتاج كل من ليز فيلم واستوديو هيم، وهو سلسلة أصلية لمنصة ديزني+ العالمية.

### التصوير
في يناير 2022 ، أفيد أن تصوير المسلسل جار. انتهى التصوير في مارس 2022.

### الإصدار
سيعرض المسلسل لأول مرة في مهرجان بوسان السينمائي الدولي السابع والعشرين في «قسم على الشاشة» في أكتوبر 2022.
في 30 سبتمبر 2022 ، أصدرت ديزني+ أول عرض دعائي للمسلسل، من المقرر عرض المسلسل في ديسمبر 2022.
ستصدر جميع حلقات الست في 7 ديسمبر على ديزني +.

## روابط خارجية
- الموقع الرسمي
 (بالعربية)
- اتصال على موقع IMDb (الإنجليزية)
- اتصال على موقع ميتاكريتيك (الإنجليزية)
- اتصال على موقع روتن توميتوز (الإنجليزية)
- اتصال على موقع فيلمافينيتي (الإسبانية)
- اتصال على موقع قاعدة بيانات الفيلم (الإنجليزية)
- الارتباط على هانسينما